# Lapis lazuli
Lapis lazuli (Lapislazuli, sau Lapis) este un amestec de minerale de culoare albastră, care pot avea în componența mineralogică lazurit, pirită, calcit sau cantități mici de diopsid, sodalit etc. El a fost folosit cu 7.000 de ani în urmă ca bijuterie și colorant.

## Etimologie
Termenul în latină lapis - piatră; iar lazulum - albastru, ultramarin

## Istoric
Menționat de obicei sub denumirea de lapis lazuli, lazuritul este cunoscut de mai bine de 7.000 de ani. În piramidele egiptene au fost găsite mici obiecte confecționate din lazurit; a fost utilizat de babilionieni, iar pentru chinezii antici era un simbol al puterii. Din acest material grecii și romanii au sculptat figurine, amulete, vase și sigilii. Până la sintetizarea sa, în 1828, pigmentul ultramarin era fabricat din lazurit pisat, amestecat cu ceară și ulei.

## Depozite existente
Cele mai importante și mai vechi exploatări se află în Afghanistan. Lazuritul a fost extras încă din Antichitate din regiunea Badakhshan, pe cursul superior al fluviului Amudaria, prima mențiune aparținându-i lui Marco Polo în secolul al XIII-lea. Depozitul Sar-e-Sang este situat la o altitudine de 3–4000 m si acoperă o suprafață de cca 2 km². Au fost găsite blocuri cântărind până la 110 kg, deși cristalele, de până la 5 cm, sunt rare. Exploatări mai mici sunt cunoscute în Pakistan, Myanmar și India. Lazuritul rusesc, faimos în întreaga lume, a fost descoperit în 1851, lângă Lacul Baikal; aici sunt cunoscute opt localități unde blocurile de lazurit cântăresc până la 60 kg; în 1930 s-a descoperit lazurit în Tadjikistan (Munții Pamir), la 4.500 m înălțime, cuprinzând și agregate de formă vag piramidală, înalte de până la 5 m. Lazuritul este cunoscut și în Africa de Sud, Angola și Rwanda (pegmatitele de Burunda). Și Chile este un producător important de lazurit albastru-deschis până la verde-albastru, care este extras din mine de la o înălțime de 3000 m. Obiecte din lazurit se găsesc în muzee și tezaure din întreaga lume. Cele mai cunoscute obiecte sunt probabil coloanele de lazurit din Catedrala Sf. Isaac și lucrările din Ermitaj, ambele la Sankt Petersburg, precum și o vază din lazurit albastru, de 40,5 cm înălțime, aflată în Palazzo Pitti din Florența, Italia.

## Vezi și
- Piatră prețioasă